# Lonchocarpus heptaphyllus
Lonchocarpus heptaphyllus är en ärtväxtart som först beskrevs av Jean Louis Marie Poiret, och fick sitt nu gällande namn av Dc. Lonchocarpus heptaphyllus ingår i släktet Lonchocarpus och familjen ärtväxter. Inga underarter finns listade i Catalogue of Life.